# Fanny Mosselman

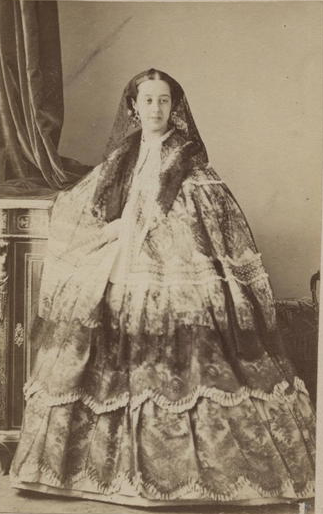

Françoise Zoé Mathilde (Fanny) Mosselman en door haar huwelijk comtesse Le Hon (Parijs 28 mei 1808 - 2 maart 1880) was een negentiende-eeuwse patriciërsdochter en invloedrijke societyfiguur.

## Levensloop
Fanny was de dochter van de bankier en industrieel François-Dominique Mosselman (1754-1840) en Marie-Louise Tacqué (1776-1828). Ze was de achtste van de elf kinderen van dit echtpaar en ze groeide op in het statige Hotel Récamier aan de Chaussée d'Anthin, dat haar vader had aangekocht en dat tegelijk residentie voor de familie en hoofdzetel van de bank was.
Op 1 september 1827 trouwde Fanny in Laken (waar haar moeder een groot huis bezat) met Charles Le Hon, jonge advocaat uit Doornik, die in Parijs zijn rechtenstudies had gedaan. Hij was zestien jaar ouder dan de negentienjarige bruid. Of ze instemde met het vooruitzicht om Parijs te ruilen voor het kleine Doornik, waar ze haar eerste zoon ter wereld bracht, is niet duidelijk.
De vraag heeft zich trouwens niet te lang gesteld. In 1830 maakten de Belgische provincies zich los van Nederland en Charles Le Hon speelde hierbij een belangrijke rol. Hij zou zeker aanspraak hebben kunnen maken op een ministerportefeuille, maar hij zette zijn zinnen op een diplomatieke functie, meer bepaald op het ambt van Belgisch gezant bij de Franse regering. Men kan best vermoeden dat zijn vrouw hem aanmoedigde om haar naar het vertrouwde Parijs terug te brengen. Hij kreeg de gewenste benoeming en bleef op deze post tot in 1842. Alleen het ongelukkig feit dat een broer van hem zich als notaris in Parijs had gevestigd en bankroet ging, verplichtte hem ontslag te nemen.

## Belgische ambassadrice
Toen het paar in Parijs aankwam, was het adres voor het Belgisch gezantschap zo gevonden: het nam zijn intrek in de paleisachtige woning van de Mosselmans. Dankzij Fanny werd het al heel vlug een mondain en politiek centrum, waar veel volk op af kwam, 'schoon volk' natuurlijk dat in het Parijs van de Restauratie iets betekende. Fanny, van wie de schoonheid en de intelligentie geroemd werden, kon de spil worden van een uitgebreid politiek en sociaal netwerk. Iris au yeux bleus, l'ambassadrice aux cheveux d'or, zo beschreef een vaste bezoeker haar, de romancier Honoré de Balzac. Ze knoopte uitstekende betrekkingen aan met leden van het koninklijk huis, zowel met de koningin en een paar van haar dochters als met de jonge kroonprins Ferdinand Filips van Orléans. Er werd zelfs gefluisterd dat de duidelijke vriendschap tussen haar en de prins, méér dan platonisch was.
Het eerste kind, Eugène Le Hon (1828-1860) was nog in Doornik geboren en niets laat veronderstellen dat het niet van de wettige echtgenoot was. Een tweede zoon kwam in Parijs ter wereld en kreeg de voornaam Leopold (1832-1879) omdat Leopold I aanvaardde zijn peter te zijn. Deze keer werd hardop gezegd dat Le Hon niet de vader was, maar de diplomaat Charles-Joseph Bresson. Het belette niet dat hij als Le Hon werd ingeschreven en dat de juridische vader hem zonder morren ten laste nam. Er werd gezegd: Fanny heeft een man gekozen op wie ze grote invloed uitoefent en die haar de nodige bewegingsvrijheid gunt, vooral voor de dingen van het hart.
Ze hield in Parijs op briljante wijze salon en was hierdoor een grote steun voor de aanwezigheid van het jonge Belgische koninkrijk in de Franse hoofdstad. Haar man kon tevens op haar rekenen om de facturen te betalen, hetgeen wel nodig was aangezien in die tijd de ambassadeur zelf voor zijn uitgaven instond. Ze was niet zomaar een societydame, ze bemoeide zich ook met politiek. Over wat ze hoorde en zag in de hoogste kringen bracht ze regelmatig verslag uit bij Jules Van Praet die, zoals hij het haar schreef, haar informatie bijzonder nuttig vond en hierover met de koning praatte.

## De grote liefde
In 1833 maakte ze kennis met de jonge luitenant Charles de Morny. Hij was de buitenechtelijke zoon van koningin Hortense en van generaal Charles de Flahaut (zelf een natuurlijke zoon van Talleyrand). Het werd liefde op het eerste gezicht en de romance zou 25 jaar duren, om te eindigen, tot haar woede, toen Morny plots besliste met een jonge Russische prinses te trouwen.
Een van de biografen van het koppel schreef: Minnares, raadgeefster, vertrouwelinge, mentor, onderhandelaar, vennoot, bankier: ze werd voor hem de stabiele vrouw, de veilige sentimentele thuishaven, affectieve merkpaal voor deze onstandvastige man die altijd op zoek was naar nieuwe avonturen. Ze was de officiële maîtresse en wist dat ze af en toe een oog moest dichtknijpen voor de escapades van een minnaar die uiteindelijk toch altijd weer naar haar terugkeerde, met haar verbonden door duizend banden van tederheid, gemeenschappelijke belangen, gewoonten en uiteindelijk ook door een kind (Jean-Marie Rouart, Op. cit., pp. 112–113).
Het kind uit hun relatie, Louise Le Hon (1838-1931), werd ook erkend door Charles Le Hon en kreeg een uitstekende opvoeding. Later trouwde ze met de Fransman geworden Poolse prins Stanislas Poniatowski.
Toen de spannende tijd van machtswissel aankwam in 1848, de Orléans-koning werd afgezet en Napoleon III, eerst als president, vervolgens als keizer de macht greep, bleef Fanny in het middelpunt van de gebeurtenissen. Enerzijds bleef ze trouw aan de familie d'Orleans, met wie ze verder in nauwe betrekking bleef, ook via Leopold I. Anderzijds stond ze midden in de complotgebeurtenissen. Haar minnaar was immers de halfbroer van Napoleon en had (met haar zoon, Leopold Le Hon als zijn medewerker) een groot aandeel in de staatsgreep die Napoleon III aan de macht bracht. Fanny schoot aanzienlijke bedragen voor die nodig waren om de operatie te doen slagen. Als minister van Binnenlandse Zaken en nadien als voorzitter van de Assemblée Législative bereikte Morny, die weldra de titel van hertog kreeg, het toppunt van zijn macht en invloed.
In 1856 gebeurde het onverwachte: Morny die de vijftig naderde, trouwde met een heel jonge Russische prinses. De breuk met Fanny volgde en gaf aanleiding tot moeizame onderhandelingen om zo veel mogelijk te recupereren van de fondsen die ze aan Morny voor de uitbouw van zijn zakenimperium en van zijn politieke carrière had voorgeschoten. Alleen dankzij de steun van de keizer kon Fanny min of meer terugkrijgen wat haar toekwam.

## Na 1857
Na 1842 was Charles Le Hon zonder Fanny naar Doornik teruggekeerd en er was een scheiding van tafel en bed ingetreden. Na opnieuw in de stad Doornik en in het Belgisch parlement een rol te hebben gespeeld, zette hij een punt achter zijn politieke carrière. Als orgelpunt ontving hij de eretitel van Minister van Staat. Hij voelde zich anderzijds niet meer thuis in de zich radicaliserende liberale partij. Hij had al in 1852 met andere gematigden tegen de radicale Pierre-Théodore Verhaegen gestemd voor het voorzitterschap van de Kamer en dit had de val veroorzaakt van de regering Frère-Orban. In 1857, Morny verdwenen uit het leven van Fanny, verhuisde Le Hon weer naar Parijs en bracht zijn laatste tien levensjaren bij haar door.
Fanny was ondertussen in Parijs zeer actief gebleven. Ze bleef in regelmatige relatie met koning Leopold I en Jules Van Praet en ontmoette ze beiden wanneer ze een kuur deed in Wiesbaden of op bezoek kwam in Brussel. Ze onderhield ook het contact met de keizer en de keizerin en ontmoette ze in Parijs, in Vichy of op jachtpartijen in Compiègne. Ze bleef verschijnen in haar loge in de Opera (ze was erbij toen in 1861 Richard Wagner er voor het eerst Tannhäuser liet opvoeren) en gaf verder diners, bals en recepties in haar hotel, waar de fine-fleur van de Parijse beau monde op aanwezig was. Ze had niet alleen vrienden in de politieke wereld, maar ook Alexandre Dumas, Charles Gounod, beroemde zangeressen en geprezen schilders, behoorden tot haar vriendenkring.
In 1861 verkocht Fanny haar residentie op de Champs-Elysées en liet de aanzienlijke kunstcollectie veilen die ze er had verzameld. Ze leefde voortaan met Le Hon, enerzijds in een nieuw huis, Rue de Milan, waar ook het jonge gezin Poniatowski woonde, anderzijds kocht ze van haar broer Alfred zijn kasteel en domein in Condé-sur-Yton (Normandië) en bracht er van langsom meer tijd door, tot ze volledig Parijs verliet om zich op haar mooie landgoed terug te trekken. De tijd van afscheid was aangebroken. In 1860 verloor Fanny haar oudste zoon. In 1865 stierf Leopold I (ook Morny stierf datzelfde jaar). In 1867 overleed haar broer Alfred en waren praktisch al haar broers en zussen al overleden. In 1868 nam ook Charles Le Hon afscheid van het leven.
In 1873 verplichtte de zware onderhoudslast haar om het domein in Condé te verkopen en ze keerde naar Parijs terug, waar ze een dubbel appartement huurde rechtover de Arc de Triomphe en waar opnieuw het echtpaar Poniatowski haar gezelschap hield. Ze hernam de gewoonte om prominenten uit diverse middens uit te nodigen en bleef zich ook actief interesseren voor de evoluties bij Vieille Montagne, waar ze nog altijd aandeelhouder van was. Ze beleefde er als toeschouwer de Frans-Duitse oorlog, het einde van het keizerrijk en de stichting van de Derde Republiek, waar alweer vrienden en familieleden van haar een voorname rol in speelden. In oktober 1879 overleed haar zoon Leopold, en dit was voor haar de genadeslag. Zes maanden later stierf ze eveneens.

## Residenties Le Hon - Mosselman
- 1830-1838: Hôtel Récamier, hernoemd tot Hôtel Mosselman en Belgisch gezantschap, Chaussée-d'Antin
- 1838-1843: Hôtel de La Vaupalière, Belgisch gezantschap, rue du Faubourg-Saint-Honoré
- vanaf 1843: Hôtel Le Hon, Rond-point des Champs-Élysées-Marcel-Dassault
- vanaf 1863: Rue de Milan en Château de Condé-sur-Yton
- vanaf 1873: Rue de Tilsitt, 5